# Virginie Hériot
Virginie Hériot, född 26 juli 1890 i Le Vésinet, Yvelines, död 28 augusti 1932 i Arcachon, Gironde, var en fransk seglare.
Hériot blev olympisk guldmedaljör i segling vid sommarspelen 1928 i Amsterdam.